# Тарнівці
Та́рнівці — село в Ужгородському районі Закарпатської області на річці Уж. Село відноситься до Холмківської сільської громади.

## Географія
Розташоване на лівому березі річки Уж, на відстані 7 км від райцентру і адміністративного центру області — міста Ужгород.

## Герб
Щит розтятий і перетятий лазуровим і зеленим. У першій частині червоне полум'яне серце. У другій частині із золотою нитковою внутрішньою облямівкою золотий дубовий лист і срібний сувій, покладені в косий хрест. У третій частині із золотою нитковою внутрішньою облямівкою золотий колос у перев'яз справа. У четвертій частині на зеленій землі червона відрізана нога в червоному чоботі, пронизана срібною шаблею.

## Історія
В урочищі Дюна, що на південно-східній околиці села – двошарове поселення доби неоліту та рубежу нашої ери. На віддалі 500 метрів в південному напрямку, недалеко від тваринницької ферми – поселення І – ІІ століть нашої ери. Досліджувалося в 1974 році експедицією ІА АН УРСР. Відкрито напівземлянкові житла та господарські споруди.
В письмових джерелах село відоме під назвами «Tarnouca», «Tomouch», «Thamowc». Перша згадка про село під роком 1271 стосується маєткових відносин. Назва села, очевидно, походить від слов'янського слова «терен». 
Поселення, ймовірно, виникло близько Х — ХІ ст., про що свідчать виявлені на його околиці давні слов'янські поселення (VIII — ІХ ст.).
В XIV ст. у селі існував костел, отець якого Грегор платив папській курії десятину. Під час реформації храмом заволоділи протестанти.
Після 1310 року в Тарнівцях поселилися землевласники, які до свого прізвища додавали прикладку «тарновецькі». В 1427 році оподаткуванню в селі підлягали 12 порт. В XVI ст. частина селян покинула Тарнівці, отож у 1588 році було оподатковано лише 4 господарства, які володіли однією портою. За рахунок нових поселенців у 1599 році в селі нараховувалось 22 селянських господарств. Були також садиба землевласника, костел, парафія і школа. Наприкінці XVII — на початку XVIII ст. кількість селянських господарств зменшилась до семи.
Джерела, датовані другою половиною XVIII ст., вважають Тарнівці мадярським селом.
До 1848 року Bernáth Zsigmond, відомий з відомого роману Міксата (Дивний шлюб), володів поселенням.

## Політика

### Парламентські вибори, 2019
На позачергових парламентських виборах 2019 року у селі функціонувала окрема виборча дільниця № 210607, розташована у приміщенні сільської ради.
Результати
- зареєстровано 714 виборців, явка 47,20%, найбільше голосів віддано за «Слугу народу» — 46,75%, за Всеукраїнське об'єднання «Батьківщина» — 11,46%, за «Опозиційну платформу — За життя» — 7,43%.[2] В одномандатному окрузі найбільше голосів отримав Андрій Андріїв (самовисування) — 24,54%, за Йосипа Борто (самовисування) — 20,86%, за Роберта Горвата (самовисування) — 19,63%[3].

## Релігія
Сьогоднішній реформатський храм почала будувати громада в 1830 році, яка не була завершена до 1875 року. До 1905 року церква мала два дзвони. Згідно з описами, менший мав такий напис: Jezus Nazaremus Rex Judeorum, 1625. У 1905 р., коли були придбані нові дзвони, старі були передані у дзвіницю.
Ім’я колишнього місцевого землевласника Яноша Буттлера було згадано Калманом Міксатом в "Дивному шлюбі", його роман був відомий широкій публіці. Хоча палац Буттлер був побудований у маєтку Боздош поблизу Őrdarma, граф також мав велике маєток в Тарнівцях. Сім'я Буттлерів - як пишуть літописи - дуже щедро підтримувала реформаторські конгрегації в цьому районі.
Храм XIX ст.
Кам'яний, однонефна базиліка з вежею. Фасади майже позбавлені декору, гладкі оштукатурені. Перекриття дерев'яні плоскі. Покритий двосхилим дахом. До костелу примикає дзвіниця. У нижньому її ярусі в готичних формах портал і кругла троянда над ним. Вежа завершується невисоким шатром. Пам'ятник належить до провінційного типу псевдоготичних будівель.
В радянські часи церква охоронялась як пам'ятка архітектури Української РСР (№ 1131).

## Туристичні місця
- В урочищі Дюна, що на південно-східній околиці села – двошарове поселення доби неоліту та рубежу нашої ери. На віддалі 500 метрів в південному напрямку, недалеко від тваринницької ферми – поселення І – ІІ століть нашої ери. 
- До 1848 року Bernáth Zsigmond, відомий з відомого роману Міксата (Дивний шлюб), володів поселенням.
- Храм XIX ст.
Докладніше: Реформатська церква (Тарнівці)